# صومعه یریتس مانکانانتس
صومعه یریتس مانکانانتس (ارمنی: Երից Մանկանց Վանք; انگلیسی: Yerits Mankants Monastery) یک صومعه حواری ارمنی واقع در مارتاکرت جمهوری آرتساخ می‌باشد. ساخت و ساز این ساختمان سال ۱۶۹۱ میلادی به پایان رسید. این بنا به سبک معماری ارمنی طراحی شده‌است.

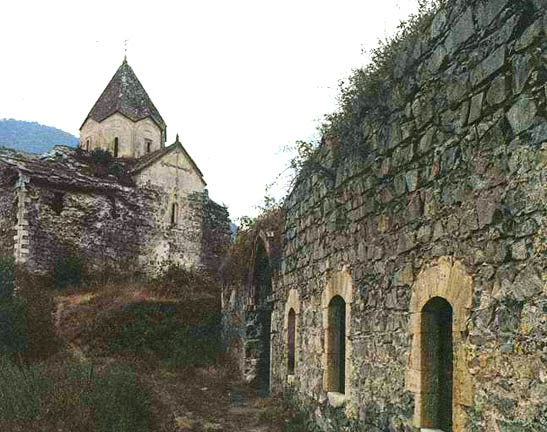